# Lista odcinków serialu Dziewczyny ze Lwowa
Artykuł zawiera listę wszystkich odcinków (52) serialu Dziewczyny ze Lwowa emitowanego w latach 2015–2019.

## Spis serii
| Seria | Seria | Sezon       | Odcinki    | Premiera serii   | Finał serii       | Pora emisji     |
| ----- | ----- | ----------- | ---------- | ---------------- | ----------------- | --------------- |
|       | 1     | jesień 2015 | 1–13 (13)  | 6 września 2015  | 29 listopada 2015 | niedziela 20.25 |
|       | 2     | jesień 2017 | 14–26 (13) | 3 września 2017  | 3 grudnia 2017    | niedziela 20.25 |
|       | 3     | jesień 2018 | 27–39 (13) | 1 września 2018  | 24 listopada 2018 | sobota 20.30    |
|       | 4     | jesień 2019 | 40–52 (13) | 13 września 2019 | 20 grudnia 2019   | piątek 20.35    |

## Sezon 1 (jesień 2015)
| Nr | #  | Tytuł                         | Reżyseria         | Scenariusz     | Premiera   |
| --- | -- | ----------------------------- | ----------------- | -------------- | ---------- |
| 1 | 1  | Raz kozie śmierć              | Wojciech Adamczyk | Robert Brutter | 06.09.2015 |
| Dziewczyny z Ukrainy planują wyjazd do Warszawy i docierają do miasta, w którym wszystko wydaje się nowe i zupełnie inne: rozległe miasto, ruchliwe ulice, a kamienica, w której mają mieszkać – trochę przerażająca, ale za to gospodarz gościnny. |    |                               |                   |                |            |
| 2 | 2  | Wypadki chodzą po ludziach    | Wojciech Adamczyk | Robert Brutter | 13.09.2015 |
| Dziewczyny szukają pracy. Uliana i Olyia jadą do Piaseczna na "targ niewolników". Polina jako pierwsza kategorycznie odmawia wyjazdu na bazar. Nadal uważa się za kobietę biznesu i zamierza szukać zajęcia poprzez Internet. Swieta szykuje się do pracy u mecenasa, zakładając najlepszą bluzkę i starannie dobierając makijaż. |    |                               |                   |                |            |
| 3 | 3  | Donosy i kontrole             | Wojciech Adamczyk | Robert Brutter | 20.09.2015 |
| Jedna z bocznych uliczek Warszawy. Olyia, potrącona przez samochód, pokrwawiona leży na ulicy. Kiedy zostaje opatrzona, dwaj policjanci odwożą ją do domu. Ich wizyta w domu dziewcząt się przedłuża. Pan Henryk postanawia interweniować. Po wyjściu policji Tomek pieczołowicie opatruje Olyię - widać, że wpadli sobie w oko. |    |                               |                   |                |            |
| 4 | 4  | Sztuka czyszczenia kryształów | Wojciech Adamczyk | Robert Brutter | 27.09.2015 |
| Polina przystaje na propozycję szefa, będzie kierować pracą pozostałych koleżanek. Nie dość że awansuje, to na dodatek dostanie więcej pieniędzy. Olyia idzie do pracy do Nowakowej. Bardzo się boi. Kiedy Nowakowa widzi, jak dziewczyna niesie jej kryształy, jest w stanie przedzawałowym. Po karczemnej awanturze, postanawia jednak dać jej szansę. Olyia zostaje wtajemniczona w sztukę czyszczenia kryształów. I nie tylko kryształów. Uliana dostaje od profesora skrzypce. Kiedy zaczyna grać, trudno wywnioskować z kamiennej twarzy profesora, co sądzi o jej talencie. Swieta dowiaduje się od Kasi, zaprzyjaźnionej aktorki, u której sprząta, że po zakończonych zdjęciach, na bankiecie jednym z gości ma być mecenas. Oznacza to, że Swieta musi jej towarzyszyć, czym jest przerażona. |    |                               |                   |                |            |
| 5 | 5  | Cuda się zdarzają             | Wojciech Adamczyk | Robert Brutter | 04.10.2015 |
| Kolejny warszawski poranek. Olyia, Uliana, Polina i Swieta rozmawiają przy kawie. Zasmucona Olyia jest pewna, że Nowakowa ją wyrzuciła. Wprawdzie i tak właściwie jej nie płaciła, jednak strata pracy boli. Z kolei Swieta jest przerażona perspektywą bankietu, na którym ma spotkać swojego mecenasa. W domu profesora doszło do awantury. Gospodarz powiedział synowi i synowej o swoich planach udzielania lekcji Ulianie. Ma zamiar udostępnić jej swoje mistrzowskie skrzypce. Syn i synowa przede wszystkim chcą wiedzieć, kto w takim razie będzie sprzątał i gotował. Od kiedy Polina została brygadzistką, pilnuje, żeby jej podwładne dobrze posprzątały. Jest stanowcza, ale miła. Nie domyśla się, że koleżanki szykują przykrą niespodziankę. Swieta, ściągnięta podstępem do Kasi, zostaje wystrojona jak na bankiet w Hollywood. Wygląda zjawiskowo. |    |                               |                   |                |            |
| 6 | 6  | Domki z kart                  | Wojciech Adamczyk | Robert Brutter | 11.10.2015 |
| Swieta, po bardzo udanym bankiecie, na którym mecenas nie tylko zapamiętał jej imię, ale ewidentnie był nią zainteresowany, ma kolejny dylemat. Obojgu nie jest łatwo udawać, że nic się nie stało. Mecenas pierwszy postanawia zrobić kolejny krok. Mimo dobrych intencji, posuwa się za daleko. Synowa nadal zieje nienawiścią do Uliany. Co więcej, zdążyła już dorobić do całej sytuacji teorię spiskową. Zamierza jak najszybciej usunąć Ulianę z ich domu. Profesor postanawia przeprowadzić poważną rozmowę z synem i synową. Polina spędza kolejny dzień w apartamentowcu. W połowie dnia wizytę składa jej uzbrojona w parasolkę żona Jacka. Zdezorientowana Polina zaczyna powoli rozumieć, komu to zawdzięcza. Olyia jest zaskoczona, że Nowakowa jej nie wyrzuciła. Gospodyni ustala jednak warunki, na jakich dziewczyna będzie u niej sprzątać. |    |                               |                   |                |            |
| 7 | 7  | Gość w dom                    | Wojciech Adamczyk | Robert Brutter | 18.10.2015 |
| Profesor podejmuje decyzję, że Ulijana będzie pobierała u niego lekcje gry na skrzypcach. W związku z tym potrzebna jest nowa osoba do prowadzenia domu. Za namową Ulijany do pracy zgłasza się Olya. Musi najpierw przejśc rozmowę kwalifikacyjną z synową profesora, co nie będzie łatwe. Swieta jest rozczarowana zachowaniem mecenasa, który wręczył jej kopertę z pieniędzmi. Z rozpaczy postanawia się upić. Polina próbuje ją pocieszyć. W drzwiach staje Igor - przyjechał ze Lwowa. Chce, żeby Olya mu wybaczyła i wróciła do niego. Polina i Swieta postanawiają ostrzec koleżankę. Obawiają się, że Igor może zagrozić Tomkowi. |    |                               |                   |                |            |
| 8 | 8  | Potęga sztuki                 | Wojciech Adamczyk | Robert Brutter | 25.10.2015 |
| Igor odkrywa, że jego Olya spotyka sie z Tomkiem. Poprzysięga chłopakowi zemstę. Dziewczyny postanawiają ratować sytuację. O pomoc proszą pana Henryka. Ten organizuje zbirów, którzy mają postraszyć Igorka. Polina postanawia, że już nie będzie sprzątać, chce założyć firmę kosmetyczną. Wiesza ogłoszenia, że poszukuje kosmetyczek i fryzjerek. W domu pana Henryka zjawiają się dziewczyny chętne do pracy. Aktorka Kasia niepokoi się, że Swieta nie przychodzi do sprzątania. Kiedy dowiaduje się, co zaszło między nią a mecenasem, postanawia interweniować. Aranżuje wspólne wyjście do teatru. Mecenas zjawia się z bukietem róż. |    |                               |                   |                |            |
| 9 | 9  | Terroryzm muzyczny            | Wojciech Adamczyk | Robert Brutter | 01.11.2015 |
| Mecenas Piotr i Swieta siedzą w restauracji. Spotkanie przebiega w romantycznym nastroju: wino, kwiaty w wazonie. Swieta tłumaczy jednak Piotrowi, że nie mogą być razem. Mecenas jest wyraźnie zawiedziony. Nie zamierza dać za wygraną, chce o nią walczyć. Tymczasem Igorek postanawia zdobyć gitarę, by zaśpiewać dumkę. Wtedy Olyia na pewno do niego wróci. Wykrada instrument ze sklepu muzycznego, potem daje koncert pod domem profesora, gdzie pracuje ukochana. Synowa profesora jest akurat przeziębiona i drażni ją każdy dźwięk. Starszy pan i trzy panie wychodzą przed dom i patrzą na zadowolonego z siebie Igora. Synowa profesora chce dzwonić na policję. Wściekły chłopak odchodzi. Polina wpada na pomysł jak się uwolnić od natrętnego Igorka. Mecenas spotyka się z Kasią i prosi ją o pomoc w odzyskaniu Swiety. |    |                               |                   |                |            |
| 10 | 10 | Uparty jak prawnik            | Wojciech Adamczyk | Robert Brutter | 08.11.2015 |
| Mecenas nie przyjmuje do wiadomości, że Swieta go odrzuca. Zapewnia, że mu na niej zależy i że ją kocha. Próbuje nawet ustalić, gdzie mieszka ukochana. Ale w tym wypadku do akcji wkracza pan Henryk, który broni prywatności swej lokatorki. Mecenas postanawia wykorzystać znajomości wśród detektywów. Polina chce wrócić do sprzątania. Swieta daje jej telefon do mecenasa. Sama zrezygnowała z pracy u niego. Kiedy ten słyszy, że Polina przyjaźni się ze Swietą, natychmiast przyjmuje ją. W domu mecenasa Polina poznaje jego siostrę. Zaprzyjaźniają się do tego stopnia, że nawet postanawiają wspólnie rozkręcić biznes. Matka Swiety zawiadamia córkę o chorobie córeczki. Swieta musi natychmiast jechać do Lwowa. Mecenas Piotr, który przypadkiem się o tym dowiaduje, postawia jej towarzyszyć. Tym razem Swieta nie protestuje. Pan Henryk prosi Olyię, żeby posprzątała mieszkanie jego znajomego w podwarszawskich Ząbkach. Tomek i Olyia nie uświadamiają sobie, że akurat ta miejscowość kojarzy się z szemranymi interesami. Do Tomka pierwszego dociera, że zawiózł Olyię do domu gangstera. |    |                               |                   |                |            |
| 11 | 11 | Międzynarodowy biznes         | Wojciech Adamczyk | Robert Brutter | 15.11.2015 |
| Swieta jedzie do chorej córeczki na Ukrainę. W podróży towarzyszy jej mecenas. Piotr bierze na siebie wszystkie trudności związane z tym wyjazdem: zbyt długie oczekiwanie na granicy, problemy z szybkim ulokowaniem córeczki Swiety w szpitalu i zapewnieniem jej komfortowych warunków oraz najlepszej opieki. Przedsiębiorcza Polina rozkręca kolejny biznes, a jej rodzice we Lwowie nie wyobrażają sobie tego, co w związku z tym nastąpi. Szczególnie duże opory ma jej ojciec. Nowakowa niespodziewanie traci przytomność i trafia do szpitala. Zaistniała sytuacja i fakt, że ktoś obcy będzie miał klucze do jej domu powoduje, że Olyia zaczyna od nowa podróż do serca Nowakowej. Profesor wyrzuca Ulianę z lekcji. Uważa, że muzyka nie jest dla niej najważniejsza, więc nie ma czego u niego szukać. Wkrótce zdaje sobie sprawę, że postąpił źle i postanawia to naprawić. Jego zachowanie po raz kolejny szokuje synową. Profesor nagle wychodzi z domu. |    |                               |                   |                |            |
| 12 | 12 | Delikatna kwestia demencji    | Wojciech Adamczyk | Robert Brutter | 22.11.2015 |
| Nowakowa wychodzi ze szpitala. Towarzyszy jej Olyia, która próbuje troskliwie zająć się nią. Chce jednocześnie udowodnić, że nie tylko potrafi czyścić kryształy, ale także oszczędnie gospodarować pieniędzmi. Proponuje Nowakowej, że zawiezie ją do domu. Przed szpitalem czeka już Tomek w swoim garbusie. Okazuje się, że Nowakowa ma rodzinę, która właśnie przypomniała sobie o niej i postanowiła ją odwiedzić. Konsekwencje tego okażą się poważniejsze niż naiwna Olyia mogła się spodziewać. Mecenas szybko i od razu konkretnie wchodzi w życie rodzinne Swiety. I nawet zaczyna mu się to podobać. Swieta widzi go bawiącego się z Nastką w szpitalu, a potem odkurzającego dywany u jej rodziców. Tymczasem profesorowi wydaje się, że zaczyna tracić pamięć. Nie wie, że to pierwszy etap planu jego synowej. |    |                               |                   |                |            |
| 13 | 13 | Kropla przepełnia czarę       | Wojciech Adamczyk | Robert Brutter | 29.11.2015 |
| Uliana kontynuuje naukę gry u profesora. Od jakiegoś czasu jednak patrzy na swojego nauczyciela z troską, bo przestał na nią wrzeszczeć i z każdym dniem ma coraz smutniejszą minę. Czym martwi się profesor bardzo dobrze wie jego ukochana synowa. |    |                               |                   |                |            |

## Sezon 2 (jesień 2017)
| Nr | #  | Tytuł                            | Reżyseria         | Scenariusz     | Premiera   |
| --- | -- | -------------------------------- | ----------------- | -------------- | ---------- |
| 14 | 1  | Przyjęcie                        | Wojciech Adamczyk | Robert Brutter | 03.09.2017 |
| Polina, Uljana, Swieta i Olya wciąż mieszkają u pana Henryka, jednak Swieta więcej przebywa u mecenasa, a Olya piętro wyżej u Tomka. Olya za radą Nowakowej zaczęła kurs językowy, natomiast Uljana wciąż szlifuje granie na skrzypcach. |    |                                  |                   |                |            |
| 15 | 2  | Przelotna wdowa                  | Wojciech Adamczyk | Robert Brutter | 10.09.2017 |
| Mecenas informuje Swietę o dalszym wypytywaniu o nią przez jego znajomego. Uljana kontaktuje się z matką i córką, które zostały we Lwowie. Matka zataiła przed nią informację, że w ich domu pojawił się Denis z kuratorem i zażądał oddania dziewczynki. Olyia sprząta nie tylko u Nowakowej, ale także wciąż w domu gangstera pod Warszawą, do którego zawozi ją Tomek. |    |                                  |                   |                |            |
| 16 | 3  | Kontrabanda                      | Wojciech Adamczyk | Robert Brutter | 24.09.2017 |
| Konflikt w domu profesora został rozwiązany w zaskakujący dla wszystkich domowników sposób najbardziej zaskoczona tym finałem jest Halina, która odwdzięcza się byciem synową idealną. Polina, Jacek i Swieta na wycieczkach do Lwowa zarabiają coraz więcej. |    |                                  |                   |                |            |
| 17 | 4  | Koncert                          | Wojciech Adamczyk | Robert Brutter | 01.10.2017 |
| Trzyosobowa firma eksportująca na wschód dziecięce ubranka w starciu z oprychami chcącymi haraczu poniosła klęskę. Próba negocjacji z chuliganami zakończyła się dotkliwym pobiciem Jacka. Wobec faktów z przeszłości, z którymi nic nie da się zrobić, Polina popada w zawieszenie zawierające elementy depresji. |    |                                  |                   |                |            |
| 18 | 5  | Anna Karenina                    | Wojciech Adamczyk | Robert Brutter | 08.10.2017 |
| Wezwane do nieprzytomnej Uljany pogotowie zawozi ją na SOR. Przyjaciółki wciąż nie wiedzą, że za jej omdleniem stoi Denis, który postanowił odwiedzić matkę Nastki w Warszawie i między innymi poinformować ją, że córka mieszka teraz z nim. Polina podając dane Uljany z powodu pracy na czarno i braku ubezpieczenia zataja jej prawdziwe imię i nazwisko. Recepcjonistka bez żadnego zdziwienia wpisuje w kartę Anna Karenina.                                                                         |    |                                  |                   |                |            |
| 19 | 6  | Terapia szokowa                  | Wojciech Adamczyk | Robert Brutter | 15.10.2017 |
| W domu Profesora trwa narada, w której uczestniczą także Uljana i pan Henryk. Polina postanowiła ubiegać się o Kartę Polaka i jedzie w tym celu do konsulatu we Lwowie. Sprawa okazuje się skomplikowana. Swieta dostała pracę w firmie chemicznej - sama nie wierzy w szczęście, które ją spotkało. |    |                                  |                   |                |            |
| 20 | 7  | Karta Polaka                     | Wojciech Adamczyk | Robert Brutter | 22.10.2017 |
| Profesor decyduje się na przekazanie okupu za skrzypce. Olyia ma nowy problem – matka Tomka chce się z nią zaprzyjaźnić. Swieta zaczyna nowy rozdział w życiu. Potrzebne jest jej nie tylko wsparcie ukochanego, ale i nowe ciuchy. Mecenas zaprasza ją na kolację. Po raz kolejny usiłuje ją przekonać, że powinna u niego zamieszkać. Swieta znów się waha. |    |                                  |                   |                |            |
| 21 | 8  | Nowa lokatorka                   | Wojciech Adamczyk | Robert Brutter | 29.10.2017 |
| Przyszedł czas, że Denis musi „wyśpiewać”, gdzie schował skrzypce profesora. Wydobywanie wiadomości odbywa się przy pełnej współpracy świata przestępczego i stróżów prawa, jednak z przewagą konkretnych działań tych pierwszych. |    |                                  |                   |                |            |
| 22 | 9  | Przez żołądek do całej reszty    | Wojciech Adamczyk | Robert Brutter | 05.11.2017 |
| Widok mecenasa, śpiącego na rozkładanym łóżku w kuchni pana Henryka jest dla Swiety szokiem. Zupełnie inaczej podchodzi do tego właściciel podupadającego apartamentu, upatrując w tym okazję do podreperowania mieszkania. Mecenas już pierwszego wieczoru przynosi do domu zakupy, organizując ucztę jak dla pruskiej armii. Główne danie to sushi. Wszyscy świetnie się bawią z wyjątkiem Swiety, którą targają sprzeczne uczucia.                                                                      |    |                                  |                   |                |            |
| 23 | 10 | Niespodzianki chodzą po ludziach | Wojciech Adamczyk | Robert Brutter | 12.11.2017 |
| Olyia wraca na Cynową i w bramie natyka się na Polinę, która nie ma pojęcia, co się wydarzyło. Pomiędzy dziewczynami wywiązuje się awantura, w którą zamieszany jest też Tomek. Mimo że chłopak robi co w jego mocy, żeby naprawić sytuację, Olyia chwilowo nie chce go widzieć. |    |                                  |                   |                |            |
| 24 | 11 | Metody naukowe                   | Wojciech Adamczyk | Robert Brutter | 19.11.2017 |
| Polina przyłapuje kapitana, który przeszukuje jej torebkę. Wyjmuje jego pistolet i domaga się wyjaśnień. Olyą interesują się tajniacy, którzy obserwują dom Matyldy. Każą dziewczynie założyć podsłuch. Uljana przyjmuje nieoczekiwana ofertę pracy, przedstawioną jej przez synową profesora. Teraz będzie grać w zespole jazzowym. Swieta denerwuje się, że nie poradzi sobie na rozmowie przed komisją, która wydaje atesty. Nie wie jeszcze, że została przez swojego dyrektora "wpuszczona w maliny". |    |                                  |                   |                |            |
| 25 | 12 | Zaciąg ukraiński                 | Wojciech Adamczyk | Robert Brutter | 26.11.2017 |
| Polina jest wstrząśnięta słowami urzędnika, który mówi, że ich pradziadkowie byli sąsiadami. Nie takiego egzaminu się spodziewała i akurat do tej lekcji nie bardzo się przygotowała. Urzędnik sprawia wrażenie, że bardziej niż papiery ekscytuje go fakt, że odnalazł sąsiadkę, która na dodatek bardzo mu się podoba. Pan Henryk kontynuuje nauczanie małego Zdunka. Ma w tym swój prywatny interes. |    |                                  |                   |                |            |
| 26 | 13 | Jedna za wszystkie               | Wojciech Adamczyk | Robert Brutter | 03.12.2017 |
| Polina wraca do Warszawy z upragnioną Kartą Polaka. Na dworcu czeka na nią niespodzianka. Ukraińskie pielęgniarki budzą się po nocy u mecenasa. Razem ze Swietą obmyślają biznes plan. Swieta dodatkowo musi znaleźć rozwiązanie problemu - jak założyć firmę, której nie można założyć, bo się jest Ukrainką. Z pomocą przychodzi nieoceniony Piotr. |    |                                  |                   |                |            |

## Sezon 3 (jesień 2018)
| Nr | #  | Tytuł                      | Reżyseria         | Scenariusz     | Premiera   |
| --- | -- | -------------------------- | ----------------- | -------------- | ---------- |
| 27 | 1  | Sen mara, Bóg wiara        | Wojciech Adamczyk | Robert Brutter | 01.09.2018 |
| Dziewczyny coraz lepiej radzą sobie w Polsce. Polina z Matyldą prowadzą wspólnie restaurację, Uljana odeszła od profesora, ale nie od grania, Olya chodzi na kurs językowy na uniwersytecie, a Swieta postanowiła założyć firmę importującą pielęgniarki. Profesor po odejściu Uljany popada w melancholię. Halina i jej mąż próbują znaleźć jakieś rozwiązanie. |    |                            |                   |                |            |
| 28 | 2  | Rosyjski pacjent           | Wojciech Adamczyk | Robert Brutter | 08.09.2018 |
| Przerażona Swieta patrzy na odjeżdżającą sprzed ZUS karetkę z panem Henrykiem w środku - jego wrażliwe serce nie wytrzymało urzędniczej „inwigilacji”. Swieta ma wyrzuty sumienia, że to przez nią. Mecenas uspokaja ukochaną, że wszystko będzie dobrze. Olya ma wrażenie, że jest śledzona. Dzieli się swoimi spostrzeżeniami z Tomkiem. |    |                            |                   |                |            |
| 29 | 3  | Narzeczony? Byle nie Polak | Wojciech Adamczyk | Robert Brutter | 15.09.2018 |
| Olyia popada w coraz większą paranoję. Jest pewna, że ktoś za nią jednak cały czas chodzi. Zachowuje się tak irracjonalnie, że zaczyna to być trudne do zniesienia. Tomek postanawia sprawdzić, czy jego ukochana nie zwariowała i zaczyna... śledzić Olyę. Gdyby nie był tak bardzo skupiony na tym, żeby jej udowodnić, że to on ma rację, może zauważyłby, że dzieje się coś dziwnego? Pielęgniarki kontynuują rosyjskie konwersacje z panem Henrykiem, który zmęczony szukaniem w głowie słówek, postanawia przerwać ten dziwny precedens. Wyjaśnia, że dziewczyny, które do niego przychodzą, to nie są jego córki, ale po prostu mieszkają razem. Pielęgniarka kiwa głową na znak, że wszystko zrozumiała – aż za dobrze. |    |                            |                   |                |            |
| 30 | 4  | Klacz trojańska            | Wojciech Adamczyk | Robert Brutter | 22.09.2018 |
| Córka kuzynki Haliny, Klaudia, przychodzi z wizytą do profesora. Domownicy nie mogą uwierzyć w to, co widzą... Profesor, mimo melancholii, dostaje ataku śmiechu, kiedy, przyglądając się stojącej przed nim zdezorientowanej Klaudii, przypomina sobie, jak opowiadała o swojej protegowanej Halina... Tomek odkrywa, że jego ukochana naprawdę jest śledzona. Co więcej, odkrywa kto za tym stoi. |    |                            |                   |                |            |
| 31 | 5  | Kamyk zaczyna uwierać      | Wojciech Adamczyk | Robert Brutter | 29.09.2018 |
| Kamienicą na Cynowej zaczyna interesować się niejaki Bogusław Kamyk, zwany "czyścicielem kamienic", znanym w pewnych kręgach. Mieszkańcy obawiają się najgorszego. Pan Henryk na wieść o tym, co planuje Kamyk, wypisuje się na własne życzenie ze szpitala. Jeśli szykuje się wojna z nieuczciwym "biznesmenem", to jego obowiązkiem jest pilnowanie gniazda. |    |                            |                   |                |            |
| 32 | 6  | Mieć to coś                | Wojciech Adamczyk | Robert Brutter | 06.10.2018 |
| Nowakowa idzie do szpitala w odwiedziny Henryka. Zamiast swojego przyjaciela, zastaje ścielącą jego łóżko pielęgniarkę. Swieta kontynuuje poszukiwania zleceń. Kiedy pewnego dnia przychodzą do niej starsze panie potencjalne klientki wysyła do nich najlepszą ze swoich pielęgniarek. Swieta i Sofia nie mają pojęcia, że starsze panie postanawiają podstępem sprawdzić uczciwość ukraińskiej opiekunki. Henryk podejmuje próbę dogadania się z Kamykiem. Chce załatwić sprawę po męsku – wykorzystując do tego swoją wiedzę i znajomych. Razem z Poliną odwiedzają biuro czyściciela kamienic. |    |                            |                   |                |            |
| 33 | 7  | Zimna wojna                | Wojciech Adamczyk | Robert Brutter | 13.10.2018 |
| Nowakowa przychyliła się do prośby Karoliny i jej męża Jakuba, aby spisać testament i zaprosiła ich w związku z tym do domu. Przy ciasteczkach i herbacie, przekazuje informację, która wstrząsa gośćmi. Olya i Tomek wciąż mają problem z kosztownościami, które dostali od Hanki na przechowanie. Nie mają odpowiedniego miejsca, żeby je schować i żyją w ciągłym strachu, że ktoś im to wszystko ukradnie. Kamyk zaczyna wprowadzać swoje rządy w kamienicy. Kiedy w mieszkaniu pana Henryka pojawia się poturbowany tym razem nie przez żonę sąsiad Wojewódko, wściekły Henrula postanawia podjąć konkretne działania. |    |                            |                   |                |            |
| 34 | 8  | Rodzinne kłopoty           | Wojciech Adamczyk | Robert Brutter | 20.10.2018 |
| Olya ma koszmary senne z powodu biżuterii Hanki. Przygnębia ją też fakt, że nie ma żadnych wspomnień związanych z ojcem. Mecenas pomaga Swiecie wywieźć Oleha ze Lwowa, a jego działania idą dużo dalej, niż Swieta mogła sobie wyobrazić. W domu profesora pojawia się znów jego przyjaciel, Sarkisjan, który wyjaśnia powód dla którego wybiegł jak oparzony na widok Katii. Profesor usiłuje zrozumieć Sarkisjana, choć przychodzi mu to nie bez trudności. Zdenerwowany bezczelnością Kamyka Henryk postanawia sięgnąć po silniejsze środki, aby wybić mu z głowy zawłaszczanie kamienicy. Czy uda mu się przechytrzyć gangstera, który nie cofnie się przed niczym? |    |                            |                   |                |            |
| 35 | 9  | Wóz albo przewóz           | Wojciech Adamczyk | Robert Brutter | 27.10.2018 |
| Starcie ochroniarzy Kamyka z Henrulą i jego ludźmi skłania Henryka Pućkę do filozoficznych rozmyślań nad sensem swoich działań a nawet swojego życia. Polina nie ma czasu martwić się stanem gospodarza, bo sama ma niemały problem do rozwiązania w związku z aresztowaniem Gangstera i jego ludzi w restauracji. Nowakowa dopina swojego - na Cynowej pojawia się kolejna Ukrainka. Katia zarzuca przynętę na przyjaciela profesora, Sarkisjana. Do swoich autorskich sposobów na mężczyzn dokłada kilka rzeczy, którym ormiański książę raczej nie będzie mógł się oprzeć. Pani Wojewódko wpada na pomysł, w jaki sposób zaprotestować przeciwko Kamykowi. Do akcji włączają się lokatorki Henryka. Olya coraz częściej przed domem na Cynowej doznaje czegoś na kształt deja vu. Nie daje jej to spokoju. Gdy pewnego dnia otwiera drzwi mieszkania Tomka i widzi w nich to, co widzi, pada zemdlona na progu. |    |                            |                   |                |            |
| 36 | 10 | W chmurze                  | Wojciech Adamczyk | Robert Brutter | 03.11.2018 |
| Olya mdleje na widok swojego ojca stojącego w drzwiach. Po dojściu do siebie, musi podjąć ważną decyzję. Kapitan pojawia się na Cynowej z przesyłką, która może zmienić życie lokatorek Henruli. W kwestii Sarkisjana Katia postanawia działać. Czy jej uczucia są tak samo szczere, jak ormiańskiego księcia? Oleh ma "złoty" plan na życie w Warszawie, który niezbyt podoba się Swiecie. Mecenas zaś codzienne próbuje odpowiedzieć sobie na podstawowe pytanie. Uljana wraz z filmowcem składa wizytę profesorowi. Chcą się poradzić w sprawie zbliżającego się koncertu. Uljana jest zaskoczona przebiegiem i atmosferą spotkania. Polina ma wyrzuty sumienia w powodu sytuacji z gangsterem. Żona Konstantego postanawia z nią porozmawiać. Mieszkańcy dostają kolejne pismo w sprawie kamienicy. Luźna rozmowa Henryka z Poliną, podsuwa mu pewien pomysł.                                                  |    |                            |                   |                |            |
| 37 | 11 | Powrót do normy            | Wojciech Adamczyk | Robert Brutter | 10.11.2018 |
| Uliana spotyka się z Klaudią, aby doradziła jej, co mogłaby zrobić, żeby przestać być taka grzeczną i nudną. Czy Klaudia na pewno jest właściwą osobą, która powinna poprawić wizerunek Uliany? |    |                            |                   |                |            |
| 38 | 12 | Być albo nie być           | Wojciech Adamczyk | Robert Brutter | 17.11.2018 |
| Polina musi wytłumaczyć się Gangsterowi z wydarzeń w restauracji. Czy uda jej się znaleźć sposób, żeby przekonać Konstantego, że nie miała nic wspólnego z aresztowaniem jego i jego kumpli? Katia robi statystyczne zestawienie wszystkich kandydatów na osobistego opiekuna. Wychodzi jej, że wciąż jeden z nich odstaje mocno od reszty peletonu. Oleh i Natalka wyglądają, jakby się już zaaklimatyzowali. Olyia sprzątając u Nowakowej, natrafia na coś tajemniczego. Kiedy obie przyglądają się temu bliżej, Zofia prawie dostaje zawału. Swieta ma swój rodzinny problem. Załatwiła Olehowi zlecenie hydrauliczne u Kasi, ale nie sądziła, że się zaprzyjaźnią. Pan Henryk organizuje naradę wojenną przeciwko Kamykowi. Rozwiązanie, które proponuje wzbudza zdziwienie zgromadzonych.. |    |                            |                   |                |            |
| 39 | 13 | Zemsta jest rozkoszą bogów | Wojciech Adamczyk | Robert Brutter | 24.11.2018 |
| Tomek odbiera telefon od mamy, która nie tylko dziwnie z nim rozmawia, ale też informuje, że przyjdzie następnego dnia na obiad, i żeby nakryć dla czterech osób. Nowakowa odkryła powód, dla którego jej mąż prokurator nie lubił palić w kominku w salonie. Zaangażowanie i działania pana Henryka i Poliny sprawiły, że zawirowania w kamienicy na Cynowej znalazły swój finał. Niespodziewanie pomocna w sprawie okazała się żona Kamyka. |    |                            |                   |                |            |

## Sezon 4 (jesień 2019)
| Nr | #  | Tytuł                         | Reżyseria         | Scenariusz     | Premiera   |
| --- | -- | ----------------------------- | ----------------- | -------------- | ---------- |
| 40 | 1  | Nieznośna ciężkość wiedzy     | Wojciech Adamczyk | Robert Brutter | 13.09.2019 |
| Polina otrzymuje od gangstera propozycję z gatunku nie do odrzucenia. Szybko orientuje się, że Konstantemu wcale nie chodzi o jej dobro, tylko o pranie pieniędzy. Mimo że jej wspólniczka Matylda, żona gangstera, przekonuje ją, że kolejny interes, to dobry pomysł, Polina ma wątpliwości. Rozterki związane z pracą rekompensuje jej fakt, że odkąd zeszła się z Arkiem, znów jest szczęśliwa. Nie wie, że jej partner, kapitan policji, otrzymuje zadanie od swojego zwierzchnika, a Polina pełni w nim bardzo ważną rolę. |    |                               |                   |                |            |
| 41 | 2  | Szybki kurs dryfowania        | Wojciech Adamczyk | Robert Brutter | 20.09.2019 |
| Tomek jest coraz bardziej przerażony pomysłem Olyi, żeby jej tata zamieszkał z nimi. Z pomocą niespodziewanie spieszy matka Tomka, która wychodzi z pewną, dosyć zadziwiającą propozycją. Tomek nie zastanawia się zbyt długo - wszystko jest lepsze od nowego lokatora na Cynowej... |    |                               |                   |                |            |
| 42 | 3  | Poszukiwacze zaginionej Katii | Wojciech Adamczyk | Robert Brutter | 27.09.2019 |
| Sarkisjan i Rysiek, zaniepokojeni milczeniem Katii, pojawiają się ponownie na Cynowej. Do Henryka przychodzi też Zdunek, który szuka Romusia. Jedyną wskazówką jest dla nich nagranie w komórce chłopca. Rozpoczynają się poszukiwania, w które zaangażowany jest Henryk, rywale do ręki Katii, były Poliny, a nawet Konstanty Myszor. Poszukujący zadają sobie pytanie, co się stało z Katią i czy odnajdzie się cała i żywa? |    |                               |                   |                |            |
| 43 | 4  | Kruchy lód... cienkie szkło   | Wojciech Adamczyk | Robert Brutter | 04.10.2019 |
| Swietę od pewnego czasu prześladują złe sny. Mecenas próbuje je bagatelizować. Ona jednak upiera się przy swoim i zakazuje mu wykonywania niektórych czynności. Pojawienie się Klaudii w domu profesora wywołuje spore zamieszanie. Okazuje się, że dziewczyna zatruła ogród dyrektora fabryki, zanieczyszczającej środowisko. Stało się to akurat w czasie, kiedy było tam dziecko dyrektora i jego opiekunka... Nad głową Olyi zbierają się czarne chmury z jednej strony z powodu Myszora, z drugiej z powodu policji. Sarkisjan i Rysiek poszukują we Lwowie Katii. Na chwilę zwarli siły, choć stylem życia i bycia różnią się jak ogień i woda. Były Poliny pokazuje im zdjęcia, które jego ludzie zrobili Katii i porywaczowi. Obaj absztyfikanci są zaskoczeni, bo spodziewali się czegoś innego, niż wynika z fotografii. Syn Swiety Oleh, namówiony przez Kasię dorabia na jej planie filmowym jako statysta. Dzień, który miał być miły i przyjemny dla wszystkich w ekipie, kończy się wielką awanturą. Mecenas organizuje imprezę, aby poinformować przyjaciół o ciąży ukochanej. To nie jedyna niespodzianka czekająca na gości. Późnym wieczorem wesołe towarzystwo postanawia kontynuować imprezę w zamkniętej już restauracji Poliny. Nikt nie wie, że na piętrze ukrywa się zbiegły komandos... |    |                               |                   |                |            |
| 44 | 5  | Zbrodnia i kara               | Wojciech Adamczyk | Robert Brutter | 11.10.2019 |
| Kapitan, który prowadzi pościg za uciekającym Komandosem, znajduje rozbity samochód. Mecenas jest w środku, a Komandos uciekł. Policjant rusza za nim w pościg. Dochodzi do strzelaniny. Wszyscy uczestnicy feralnej imprezy w restauracji Poliny zostają zatrzymani. Policja ma swój typ, jeśli chodzi o podejrzenie współpracy z bandą Myszora, a po przesłuchaniach nie wszyscy zostają wypuszczeni z komisariatu. Henryk przeżywa swój osobisty kryzys. Nowakowa próbuje go pocieszać. Czy uda się jej? Sarkisjan i Rysiek, mimo że już wiedzą, że Katia raczej za nimi nie tęskni, przedłużają swój pobyt we Lwowie. Każdy z nich ma w tym swój ukryty plan. Do aresztu trafiają Matylda i Hanka. Policja umieszcza je w jednej celi. Czy to na pewno dobry pomysł? Restauracja Poliny zostaje tymczasowo zamknięta. Wszyscy muszą się odnaleźć w nowej rzeczywistości. |    |                               |                   |                |            |
| 45 | 6  | Przesłuchania                 | Wojciech Adamczyk | Robert Brutter | 18.10.2019 |
| Polina, Olyia, Matylda i Hanka są zamknięte w areszcie. Zaczynają się przesłuchania. Policjanci próbują po kolei złamać dziewczyny i przekonać je do współpracy. Swieta po tragicznych wydarzeniach dochodzi do siebie w szpitalu. Kasia i Oleh zajmują się Natalką. Dziewczynka skarży się bratu, że dorośli dziwnie się zachowują. Czy Oleh zdecyduje się na całkowitą szczerość wobec siostry? Śledztwo ma wpływ na związek kapitana i Poliny, która dowiaduje się, że była kontaktem operacyjnym. Przyjaciel Arka, oficer, próbuje go wytłumaczyć. Tragiczne wydarzenia odbiły się także na Uljanie, która jako jedyna nie została zatrzymana w areszcie. Filmowiec wpada na pomysł, jak jej pomóc w powrocie do normalnego życia. Niejako przy okazji, muzyczne trio zyskuje nowego szefa, a właściwie szefową. Nowakowa nie może bezczynnie patrzeć, jak Henryk nadużywa alkoholu i pogrąża się w smutku. Postanawia działać i do tego samego zmusza Henrulę. Tym razem to ona, wykorzystując kontakty zmarłego męża, znajduje prawnika, który przy użyciu lekkiego szantażu, zostaje nakłoniony do współpracy, aby pomóc Olyi. Matylda ma swój ukryty cel, żeby za pośrednictwem swojej prawniczki wykorzystać Henryka. W starych oczach Henruli płonie gniew. Kapitan udowadnia, jak wielkim uczuciem darzy Polinę - robi coś, czego nikt się nie spodziewał. |    |                               |                   |                |            |
| 46 | 7  | Porachunki                    | Wojciech Adamczyk | Robert Brutter | 25.10.2019 |
| Matylda i Polina zostają zwolnione z aresztu. Wieść o tym dociera do gangstera, który od razu rozkazuje jednemu ze swoich ludzi śledzić Ukrainkę. Konstanty Myszor ma bowiem konkretny plan na nieświadomą niczego Polinę. Henryk i kapitan urządzają zasadzkę na Bryłę. Zaczyna się wyścig z czasem. Czy uda się unicestwić zamiary gangstera? Klaudia poznaje zespół, zespół zaś w ekspresowym tempie poznaje metody działania i skuteczność nowej prawniczki. Niektórzy mają z tym problem, choć trzeba przyznać, że działa to bardzo motywująco. Swieta wychodzi ze szpitala. Chce zamieszkać u Henryka, ale Kasia zawozi ją do siebie. Wraz z Olehem i Natalką przekonują ją, żeby zatrzymała się u nich. Zdunek decyduje się zaprosić Sofię na kolację. Czy randka dwóch nieśmiałych osób będzie udana? Hanka próbuje zbliżyć się do Olyi i próbuje wykorzystać fakt, że w celi jest zamontowany podsłuch. Prawnik od Nowakowej zamierza jak najszybciej załatwić sprawę, bez liczenia się z kosztami, jakie poniesie dziewczyna. Odbywa się pogrzeb mecenasa. Nieproszona pojawia się na nim też Matylda. |    |                               |                   |                |            |
| 47 | 8  | Wszystko się sypie            | Wojciech Adamczyk | Robert Brutter | 08.11.2019 |
| Swieta pogrąża się w melancholii. Mimo zasłabnięcia na pogrzebie Piotra, nie chce iść do szpitala. Dochodzi do wniosku, że po śmierci mecenasa nic jej tu już nie trzyma. Henryk, który w końcu odwiedza Swietę, składa jej pewną propozycję. Polina pojawia się w mieszkaniu Arka, jednak cel tych odwiedzin jest inny niż myśli kapitan. Czy zdoła ją przekonać, żeby do niego wróciła? Nowakowa wymusza na Henryku decyzję o tym, czy będą mieszkać razem czy nie. Daje mu na to trzy dni. Klaudia okazuje się sprawnym menadżerem i załatwia nagranie płyty dla zespołu. Bardzo szybko okazuje się, że to wcale nie był taki dobry pomysł. Swieta próbuje przekonać Oleha do powrotu na Ukrainę, on jednak bardzo się przed tym broni. Jaki jest tego powód? Olyia wciąż siedzi w areszcie. Tomek szuka dobrego adwokata, ale odbija się od kolejnej ściany. Zdunek odkrywa guza na swojej głowie i wpada w panikę. Przekopuje Internet i jest niemal pewien, że dopadła go straszna choroba. Wściekła na wymiar sprawiedliwości Polina postanawia wziąć sprawy w swoje ręce – ma zamiar odnaleźć jakiegokolwiek bandytę od Myszora... |    |                               |                   |                |            |
| 48 | 9  | Niespodziewana odsiecz        | Wojciech Adamczyk | Robert Brutter | 15.11.2019 |
| W mieszkaniu kapitana pojawia się nieoczekiwany gość z Ukrainy, były chłpak Poliny. Powód jego wizyty jest też zaskakujący. Mimo początkowej wzajemnej nieufności, panowie znajdują wspólny język. Polina przy pomocy Henryka namierza jednego z członków gangu Myszora. Od niego dowiaduje się, że Hanka została wypuszczona na wolność. Postanawia drążyć sprawę i dokonuje odkrycia, które ją niepokoi. Jednocześnie dochodzi do wniosku, że jedyną osobą, która może teraz pomóc, jest Matylda. Dziewczyny, przejęte losem Swiety, wpadają na pomysł, co zrobić, żeby ich przyjaciółka jednak została w mieszkaniu mecenasa. W sprawę wplątany jest Henrula, który z kolei nie wie, jak wybrnąć z trudnej sytuacji, ponieważ obiecał Zofii coś, co stoi w sprzeczności z tym, co miałby zrobić dla Swiety. Kiedy słyszy, co Nowakowa ma do powiedzenia na ten temat, czuje się już kompletnie skołowany. Olyia zeznaje w procesie przeciwko Myszorowi. Zostają jej przedstawione nagrania, z których wynika, że brała pieniądze od gangstera. Następnie zeznaje Myszor, który przed wizytą w sądzie spotkał się z Matyldą. Informacje Konstantego mogą okazać się kluczowe w sprawie Olyi. Co gangster powie w sądzie? Uljana jest coraz bardziej zniechęcona do grania w zespole. Do problemów w jej związku dochodzą kłótnie między filmowcem i Ryśkiem. Polina znów spotyka się z Matyldą. Rozmowa nie należy do przyjemnych, Polina musi poszukać wspólnika do prowadzenia knajpy. |    |                               |                   |                |            |
| 49 | 10 | Światełko w tunelu            | Wojciech Adamczyk | Robert Brutter | 22.11.2019 |
| Olyia w celi czeka na proces. W jej sprawie pojawia się światełko w tunelu, bo nowy prawnik, Białobrzeski, jest znacznie lepszy od poprzedniego. Jest też młody, przystojny i zainteresowany Poliną. Wiktor zjawia się u Henryka na Cynowej, żeby zorientować się w sytuacji Poliny. Polina próbuje odsprzedać udziały w knajpie. Zainteresowanie niespodziewanie wyraża Halina. Kasia i Swieta są śmiertelnie obrażone na Oleha z powodu walki, którą odbył. |    |                               |                   |                |            |
| 50 | 11 | Rozprawa                      | Wojciech Adamczyk | Robert Brutter | 29.11.2019 |
| Trwają przygotowania do rozprawy Olyi, a Nowakowa w końcu odwiedza ją w areszcie. Nieoczekiwanie na Cynowej zjawia się Katia. Wychodzi za mąż i zamierza rozliczyć się z przeszłością, a najbardziej z niedoszłymi i – czego jest pewna – pozostawionymi z rozdartymi sercami narzeczonymi, czyli Sarkisjanem i Ryśkiem. Wydaje jej się też, co oświadcza Henruli, że koniecznie powinna zapukać do Zdunka. |    |                               |                   |                |            |
| 51 | 12 | Rozstaje dróg                 | Wojciech Adamczyk | Robert Brutter | 13.12.2019 |
| Na Cynowej wielka radość, gdyż Olyia zostaje wypuszczona z aresztu. Dziewczyna Tomka sama nie wierzy we własne szczęście i cieszy się każdą, nawet najbardziej banalną czynnością wykonywaną na wolności. Henryk podejmuje bohaterską decyzję o zamieszkaniu z Nowakową. Jego entuzjazm szybko jednak gaśnie, kiedy słyszy od ukochanej, gdzie będą mieszkać... Uljana staje przed dużym dylematem, ponieważ nagrania płyty kolidują z przesłuchaniami do lwowskiej orkiestry symfonicznej. Z jednej strony chce być lojalna wobec zespołu, a z drugiej granie pierwszych skrzypiec od zawsze było jej marzeniem. Czy zdecyduje się na wyjazd do Lwowa? |    |                               |                   |                |            |
| 52 | 13 | Znowu razem?                  | Wojciech Adamczyk | Robert Brutter | 20.12.2019 |
| Swieta, która zasłabła na widok pobitego Oleha, zostaje dowieziona do szpitala w ostatniej chwili. Lekarka, również Ukrainka - zastrzega, że ciąża jest zagrożona i żeby ją donosić Swieta potrzebuje stałej opieki bliskich. Olyia i Uljana, chcąc pożegnać się ze Swietą przed wyjazdem na Ukrainę, mimo nieodpowiedniej pory wymuszają w szpitalu możliwość odwiedzenia przyjaciółki. Polina jest smutna, że zostanie w Warszawie sama. Niespodziewanie otrzymuje złą wiadomość dotyczącą knajpy. Wygląda na to, że teraz już nic jej nie trzyma w Warszawie. Nawet spotkanie z Arkiem, który wrócił do policji i znów jest kapitanem, tylko utwierdza ją w tym przekonaniu. Nowakowa, mimo iż oboje z Henrulą z całego serca starają się, żeby ich związek funkcjonował normalnie, widzi, że jej ukochany nie odnajduje się w nowym miejscu, czyli w jej mieszkaniu. Zofia, której ogromnie zależy, żeby byli razem, ma pomysł na rozwiązanie tego problemu. To nie koniec niespodzianek, które czekają na dziewczyny, a największa i najbardziej zaskakująca zastaje je we Lwowie. |    |                               |                   |                |            |